# Pierre Belon Lapisse
Pierre Belon Lapisse (* 25. November 1762 in Lyon; † 30. Juli 1809 in Santa Olalla, Spanien) war ein französischer Général de division der Infanterie.

## Leben
Lapisse entstammte einer alteingesessenen Familie von Handwerkern; seine Eltern waren Gobelinweber.
Am 5. April 1779 trat Lapisse als Kadett in die königliche Armee ein und mit Erlaubnis von König Ludwig XVI. kämpfte er 1780/83 unter Marquis de La Fayette im Amerikanischen Unabhängigkeitskrieg gegen die Briten. Anschließend kehrte er nach Frankreich zurück und wurde ein Anhänger Napoleons.
Sein bereits erreichten Dienstgrad blieb ihm erhalten, er zeichnete sich weiterhin durch Tapferkeit aus. Zu Beginn der Revolution diente er im Rang eines Lieutenants in Italien. Später kämpfte er unter General Nicolas Jean-de-Dieu Soult in der Schlacht bei Stockach (25. März 1799) und am 19. Oktober desselben Jahres beförderte ihn Napoleon zum Général de brigade.
Lapisse wurde zur Grande Armée kommandiert und nahm an den Koalitionskriegen teil. Er wurde dem Stab von Marschall Charles Pierre François Augereau zugeteilt. Unter dessen Befehl nahm er an den Kämpfen bei Ulm (16./19. Oktober 1805) teil. Später kämpfte er neben Jacques Desjardin bei Jena (14. Oktober 1806), bei Czarnowo (23./24. Dezember 1806), bei Golymin (26. Dezember 1806) und Preußisch Eylau (7./9. Februar 1807).
Ab 1808 kämpfte Lapisse in den Napoleonischen Kriegen in Spanien u. a. bei Bailén (18./22. Juli 1808), bei Espinosa de los Monteros (10./11. November 1808) und bei Oporto (12. Mai 1809). Zu Beginn der Schlacht bei Talavera (27./28. Juli 1809) kam es am 27. Juli 1809 am Alberche zu einem erbitterten Gefecht zwischen französischen Truppen unter Lapisse und britischen unter Führung von Generalleutnant Arthur Wellesley. Dabei wurde Lapisse schwer verwundet und starb zwei Tage später im Lazarett von Santa Olalla.

## Ehrungen
- 9. Dezember 1803 Chevalier der Ehrenlegion
- 13. Juni 1804 Commandeur der Ehrenlegion
- Ordre de couronne de fer
- 1808 Baron de l’Émpire
- Sein Name findet sich am westlichen Pfeiler (37. Spalte) des Triumphbogens am Place Charles-de-Gaulle (Paris).